# Skelettcancer
Skelettcancer är en mycket ovanlig sorts cancer. Ordet skelettcancer används också felaktigt om skelettmetastaser vilka uppkommer då metastaser från andra cancerformer sprider sig genom blodomloppet till skelettet. För att skilja skelettcancer och skelettmetastaser åt så kallas tumörerna vid skelettcancer för primära skelettumörer och tumörer vid skelettmetastaser för sekundära skelettumörer. Skelettcancer drabbar årligen knappt 100 svenskar och skelettmetastaser drygt 5 000 svenskar.

## Primära skelettumörer
Primär skelettcancer drabbar oftast unga och barn och är vanligtvis mycket aggressiv. Vanligaste skelettcancerformerna är osteosarkom, kondrosarkom, ewings sarkom och jättecellstumör. Symtom för alla slags skelettumörer är belastningssmärtor och tilltagande bensmärta och ofta lokal svullnad.

### Osteosarkom
Osteosarkom är den vanligaste elakartade tumörformen och drabbar vanligtvis personer av manligt kön i ålder 10-25 år. Anledningen till att osteosarkom utvecklas just under den åldern tros vara att skelettet i allmänhet utvecklas mycket då. 90% av tumörerna återfinns i tillväxtzonerna i de långa rörbenen, som överarmsbenet, lårbenet och skenbenet och vid knälederna. De vanligaste symtomen är nattlig värk men vanligtvis uppstår även svullnad. Osteosarkom kan både sprida sig lokalt genom att tränga igenom närliggande vävnader och genom metastaser som vanligtvis sprider sig till lungorna.
Osteosarkom uppmärksammas vid röntgenundersökning och vid misstanke om cancer undersöks det vidare med magnetkamera och vävnadsprov.

### Kondrosarkom
Vanligast utvecklas Kondrosarkom i övre medelåldern och även denna cancerform drabbar oftare män än kvinnor. Kondrosarkom utgår oftast från höften men kan uppkomma i alla kroppens broskdelar och utvecklas långsamt om man jämför med de andra skelettcancerformer. Kondrosarkom är den näst vanligaste cancerformen efter osteosarkom med 15 diagnostiserade fall per år i Sverige. Lik alla andra former av skelettcancer är det vanligaste symtomet värk men denna är långsamt tilltagande. Diagnos ställs med vävnadsprover och röntgenundersökning och behandlingen utförs vanligtvis kirurgiskt.

### Ewings sarkom
Ewings sarkom utgår från celler i märghålan och utvecklas både i och utanpå skelettet.Tumören sitter vanligtvis i mitten av ett långt rörben men kan också återfinnas i ryggkotor, revben och bäckenet. Ewings sarkom uppkommer i 90% av fallen vid 5-25 års ålder och drabbar pojkar något oftare än flickor. De främsta symtomen är värk och svullnad men Ewings sarkom kan också ge allmänna symtom som feber och trötthet. Ewings sarkom diagnostiseras med röntgen och vävnadsprover och behandlas med cellhämmare och kirurgi. Eftersom Ewings sarkom fäster sig i mitten av långa rörben är man vid operation tvungen att operera bort den del av benet som är angripet. För att vara säker på att hela tumören avlägsnats opererar man bort delen med god marginal och i vissa fall måste hela kroppsdelen amputeras.. Defekten ersätts med transplantat eller protes.

### Jättecellstumör
Jättecellstumör har fått sitt namn av att cellerna är enorma och innehåller 50-100 kärnor. Den är den enda skelettcancerform som också kan vara godartad och till skillnad från osteosarkom och ewings sarkom uppträder den först i vuxen ålder, vanligtvis vid 30-40 års ålder och  kvinnor drabbas oftare än män. Jättecellstumör sitter i 90% av fallen i slutet av ett rörben och i hälften av dessa fall vid ett knä. Successivt ökande värk är det främsta symtomet och diagnos fastställs genom vävnadsprov och röntgenundersökning. Kirurgi är den vanligaste behandlingsformen då man måste skrapa ur tumörhålan och fylla den med bencement men i 10% av fallen återkommer tumören på samma ställe inom några år.

## Sekundära tumörer
Skelettet är det tredje vanligaste spridningsstället efter lungorna och levern. I hälften av cancerfallen sprider sig cancern genom metastaser och hälften av dessa metastaser uppkommer i skelettet. Av metastaserna från bröstcancer och prostatacancer sprider sig 80% till skelettet och av njurcancer och lungcancer sprider sig knappt hälften till skelettet. Vanligtvis återfinns metastaserna i ryggraden, revben, bäckenet och skallbenet. 

### Symtom
Symtomen är liksom skelettcancer smärta och värk men frakturer är också vanliga då tumörtillväxten försvagar skelettet. Skelettmetastaser kan också ge upphov till hyperkalcemi, som är ökad kalciumhalt i blodet vilket ger upphov till illamående, kräkningar, törst, trötthet och förvirring.

### Diagnostik
Diagnostisering sker i första hand genom skelettskintigrafi vilket utförs genom att man sprutar in ett radioaktivt ämne i blodet. Detta söker sig till ställen i skelettet där det finns en ökad aktivitet i osteoklasterna, som är de celler som ombildar och bryter ner skelettet. Detta är dock ingen definitiv metod eftersom osteoklasterna också ökar sin aktivitet vid inflammationer, förslitningar och infektioner. På grund av detta måste man vid misstänkta skelettmetastaser komplettera undersökningen med en röntgenundersökning. Detta är dels för att ha något att jämföra med efter avslutad behandling och dels för att kunna utesluta risken för frakturer. Om man inte kan ställa någon diagnos genom skelettskintigrafi och röntgenundersökning och man fortfarande har besvär bör man utöka undersökningen med datortomografi och/eller magnetkamera. Undersökningen kan också utökas med cellprover. 

### Behandling
Vid behandling av skelettmetastaser fokuserar man på att patientens livskvalité ska vara så god som möjligt med avseende på smärtlindring och rörelsefunktionen. Om båda dessa inte kan uppnås prioriteras smärtlindring.

#### Kirurgi
Frakturer, blivande eller redan inträffade i ben och höfter åtgärdas vanligtvis genom kirurgi. Höfter ersätts då med en protes, och benbrott stabiliseras med märgspik. Vid operation brukar man skrapa bort tumörmassa, och ibland ersätter man den med bencement för att förstärka benet. Vid försvagningar i ryggraden är risken stor för att nervsystemet tar skada med funktionshinder som följd. För att förebygga detta försöker man stabilisera och avlasta det drabbade området. Om patienten förväntas avlida inom en kort tid rekommenderas inte kirurgi, utan behandlingen har sin fokus i smärtlindring.

#### Strålbehandling
Strålbehandling används ofta som smärtlindring vid skelettsmärtor för att förebygga frakturer och för att minska trycket på ryggmärgen vid tumörtillväxt i ryggraden. Varför strålbehandling fungerar som smärtlindring vet man inte. 

#### Bisfosfonater
Bisfosfonater har en hämmande effekt på de bennedbrytande cellerna osteoklaster och kan därför användas för att förebygga skador på skelettet. Bisfosfonater kan också användas vid behandling av hyperkalcemi och i vissa fall som smärtlindring. Andra behandlingar som används för att hämma nedbrytningen av skelettet är cytostatika och hormonbehandling. 